# Zapadlí vlastenci (film)
Zapadlí vlastenci je československý film režiséra Miroslava Josefa Krňanského z roku 1932 natočený na motivy stejnojmenného románu Karla Václava Raise.

## Obsazení
| Jaroslav Vojta      | farář Stehlík                     |
| Hugo Haas           | švec Adam Hejnů                   |
| Hermína Vojtová     | ševcova žena                      |
| Nora Stallich       | preceptor Čermák                  |
| Jan Otakar Martin   | učitel Václav Čížek               |
| Božena Svobodová    | učitelova žena                    |
| Josef Novák         | Podzimek                          |
| Lída Baarová        | Albínka, Podzimkova dcera         |
| Emilie Sedláčková   | Pepička, Albínčina teta           |
| Jarmila Lhotová     | Žaláková                          |
| Alexander Třebovský | vrchní rada Michael Maxa z Mílova |
| Hana Míšková        | zpěvačka z Prahy                  |
| Jan Svoboda         | Karel Tarant, Čermákův otec       |
| Vladimír Borský     | hrabě Vladimír                    |
| Jiří Hron           | myslivec                          |
| Věkoslav Satoria    | kočí pantáta Češka z Lánů         |
| Emanuel Hříbal      | kostelník                         |
| Julius Baťha        | kněz                              |
| Luigi Hofman        | panský úředník na večírku         |
| Karel Schleichert   | panský úředník na večírku         |
| Josef Dobeš         | houslista na večírku              |
| Antonín Šolc        | poselák                           |
| Vojtěch Loužecký    | kněz                              |
| Stanislav Sedláček  | zpěvák na kruchtě                 |
| Marie Oliaková      | Podzimková, Albínčina matka       |

## Tvůrci
- Námět: Karel Václav Rais román Zapadlí vlastenci
- Režie: Miroslav Josef Krňanský